# Zheng He

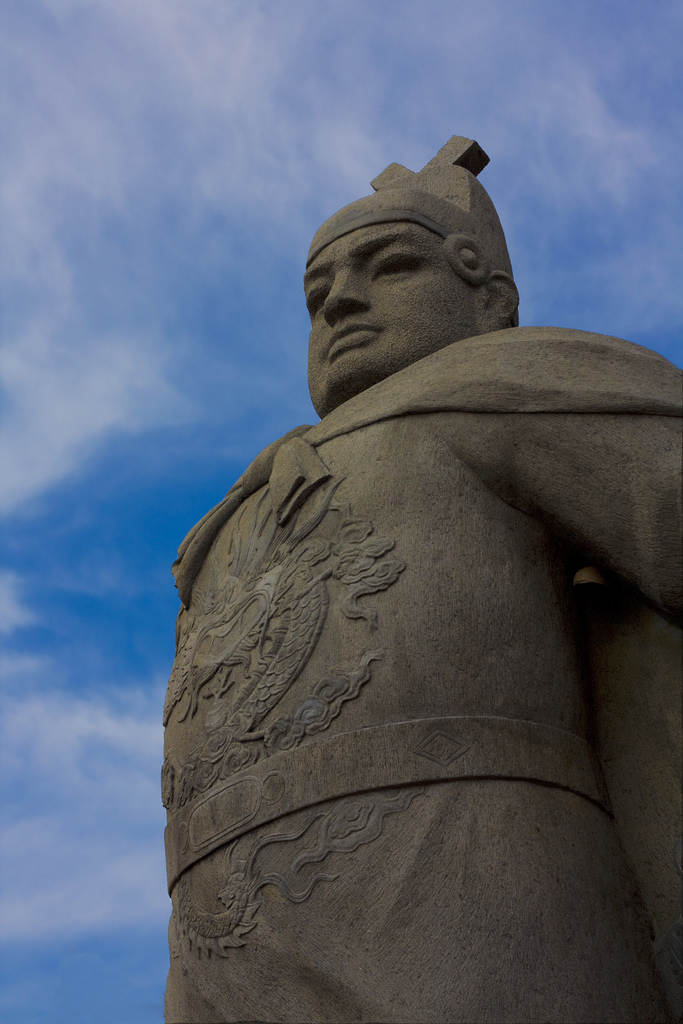
Statuia lui Zheng He din Malacca, Malaezia

Zhèng Hé , numele său la naștere Ma Ho, n. 1371 Kunming în Provincia Yunnan; d. 1433 sau 1435) este un amiral și navigator chinez musulman.
Cu o flotă puternică întreprinde șapte expediții pe mare, între anii 1405 și 1433, aceste expediții au fost în Oceanul Indian și în Oceanul Pacific. În acest timp el combate nu numai pirateria, ci face și cercetări ajungând până în Arabia și Africa de est. Corăbiile lui numite jonci (erau mai degrabă niște galioane) având o lungime ce atingea 84 m, cu 9 catarge, fiind cele mai mari corăbii de lemn a tuturor timpurilor, cu ajutorul lor parcurge în total mai mult de 50 000 de km pe mare.
Porecla lui fiind San Bao ceea ce a dus la presupunerea că el ar fi fost eroul legendar din basmele arabe Sinbad marinarul.